# San Antonio de los Cobres
San Antonio de los Cobres är en kommunhuvudort i Argentina.   Den ligger i provinsen Salta, i den norra delen av landet, 1 400 km nordväst om huvudstaden Buenos Aires. San Antonio de los Cobres ligger 3 754 meter över havet och antalet invånare är 4 000.
Terrängen runt San Antonio de los Cobres är kuperad västerut, men österut är den platt. San Antonio de los Cobres ligger nere i en dal. Trakten runt San Antonio de los Cobres är nära nog obefolkad, med mindre än två invånare per kvadratkilometer.. Det finns inga andra samhällen i närheten. 
Omgivningarna runt San Antonio de los Cobres är i huvudsak ett öppet busklandskap.